# Linux Biolinum

Voorbeeld van Linux Biolinum

Linux Biolinum is een gratis schreefloos lettertype en maakt deel uit van het Libertine Open Fonts Projekt. Linux Biolinum heeft dezelfde verticale metriek en hetzelfde optische gewicht als Linux Libertine, waardoor het goed mogelijk is deze twee lettertypes door elkaar te gebruiken. Linux Biolinum is gelicenseerd onder de GPL en de OFL.